# Viktor Ivanovics Pacajev

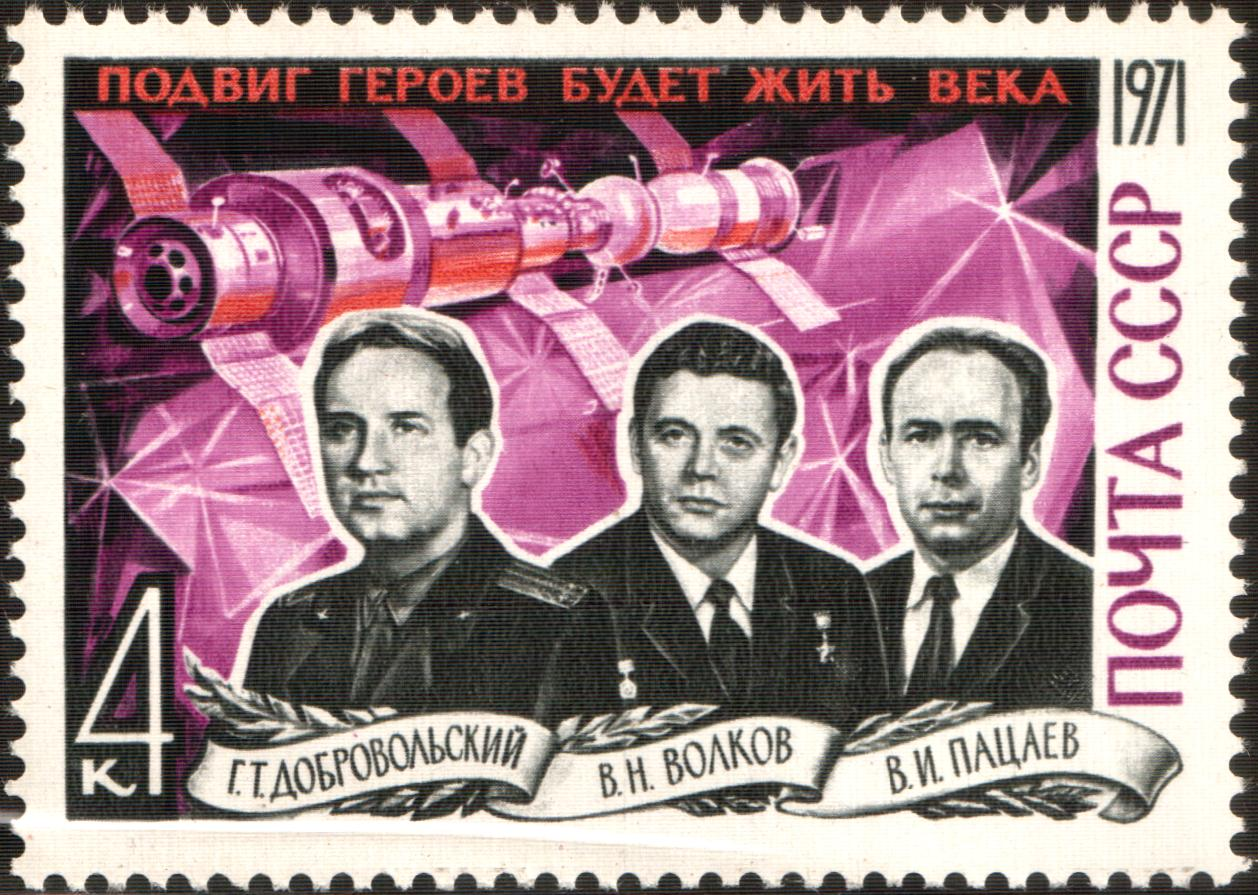
A szerencsétlenül járt Szojuz–11 személyzete: G. T. Dobrovolszkij, V. N. Volkov, V. I. Pacajev. (Szovjet emlékbélyeg, 1971.)

Viktor Ivanovics Pacajev (orosz: Виктор Иванович Пацаев) (Aktyubinszk 1933. június 19. – Karaganda, 1971. június 30.) szovjet űrhajós.

## Életpálya
A penzai ipari főiskola elvégzése után 1955-től  a központi légkörtani megfigyelőállomáson tervezőmérnök volt. Részt vett a meteorológiai rakéták tervezésében. 1968-tól kapott űrhajóskiképzést. Világűrben töltött ideje: 23 nap 18 óra 21 perc volt.

## Űrrepülések
- Szojuz–11 mérnök-kutatóként a Szaljut–1 űrállomáson hajtotta végre az előírt programot.

Visszatéréskor a kapszulából elszökött a levegő, és két társával, Vlagyiszlav Nyikolajevics Volkovval és Georgij Tyimofejevics Dobrovolszkijjal együtt megfulladt.

## Kitüntetései, emlékezete
Megkapta a Szovjetunió Hőse kitüntetést. Kazahsztánban, szülővárosában és Kalugában szobrot állítottak tiszteletére. Róla nevezték el az 1791 Patsayev kisbolygót. Róla nevezték el a Koszmonavt Viktor Pacajev távközlési hajót, mely napjainkban múzeumhajó Kalinyingrádban.

## Külső hivatkozások
- Viktor Ivanovics Pacajev. astronautix.com. (Hozzáférés: 2011. december 30.)
- Viktor Ivanovics Pacajev. spacefacts.de. (Hozzáférés: 2011. december 30.)